# アルテンドルフ (バンベルク郡)
アルテンドルフ (ドイツ語: Altendorf) は、ドイツ連邦共和国バイエルン州オーバーフランケン行政管区バンベルク郡に属する町村（以下、本項では便宜上「町」と記述する）。

## 地理
アルテンドルフは、オーバーフランケン西部に位置する。

### 自治体の構成
この町は、公式には以下の2つの集落からなる。
- アルテンドルフ
- ゾイスリング

## 歴史
アルテンドルフは、世俗化までバンベルク司教領に属した。1803年の帝国代表者会議主要決議によってバイエルン領となった。バイエルン王国の行政改革の時代、1818年の自治体令により今日の自治体が形成された。
ケルト時代の多くの出土品からこの付近が古い入植地であることが証明されている。アルテンドルフがスラヴ人の円形集落として初めて言及されるのは1096年であるが、ゾイスリングは、800年頃にはすでに教会の村であった。ここにはカール大帝の14のスラヴ教会の1つがあった。ゾイスリング教区はシュタイガーヴァルトにまで広がっていた。

## 宗教
アルテンドルフのカトリック教会は、ブッテンハイムの聖バルトロメ教会の支教会である。この町はカトリックの聖ジギスムント・ゾイスリング聖堂区に属す。
聖ジギスムント教区教会には、1354年にスイス ヴァレー州のサン・モーリスから運ばれた神聖ローマ皇帝カール4世の遺骨が保管されている。その棺もゾイスリングに埋葬されている。この王の腕はこの教区教会の聖遺物となっている。
この町の宗教分布は以下の通り
- ローマカトリック: 1,555
- プロテスタント: 287
- その他: 240

### 人口推移
この地域の人口は、1970年 1,274人、1987年 1,542人、2000年 2,006人であった。また、2003年1月1日時点での人口は、2,086人であった。
1961年から1971年の人口増加率は、実に80%に及ぶ。これは、交通の便が良くなったことと、大規模な新興住宅地が造成されたことによる。

## 行政
首長は、カール＝ハインツ・ヴァーグナー(CSU)である。

### 紋章
紋章の上部は赤地に水平の銀の鍵、その下は金地に黒い馬が描かれている。黒い馬は、ケルト時代の入植地から発掘された、紀元前80年頃の銀貨にすでにデザインされていたものである。銀の鍵(Schlüssel)は、貴族一門シュリュッセルベルク家(Schlüsselberger)との結びつきを示している。

## 引用
1. ↑  https://www.statistikdaten.bayern.de/genesis/online?operation=result&code=12411-003r&leerzeilen=false&language=de Genesis-Online-Datenbank des Bayerischen Landesamtes für Statistik Tabelle 12411-003r Fortschreibung des Bevölkerungsstandes: Gemeinden, Stichtag (Einwohnerzahlen auf Grundlage des Zensus 2011)
2. ↑  Bayerische Landesbibliothek Online